# Lovci (Dr. House)
Lovci (v anglickém originále Hunting) je 7. epizoda 2. série seriálu Dr. House z roku 2005. Režírovala ho režisérka Gloria Muzio.

## Popis epizody
Doktora House pronásleduje gay Kalvin Rayn, který chce, aby ho House vyšetřil. Je nakažený HIV, ale tvrdí, že má potíže, které s tím nesouvisejí. Když se zhroutí na ulici a House ho nechá odvézt do nemocnice, nejdříve se zdá, že jde o prudkou infekci, protože má oslabený imunitní systém, ale pozdější vyšetření odhalí v blízkosti srdce neznámé útvary a nejpravděpodobnější možností je nehodgkinský lymfom.
| Postavy             | Herci             |
| ------------------- | ----------------- |
| Dr. House           | Hugh Laurie       |
| Dr. Lisa Cuddy      | Lisa Edelstein    |
| Dr. Eric Foreman    | Omar Epps         |
| Dr. Allison Cameron | Jennifer Morrison |